# Birder
Birder je americký filmový thriller z roku 2023, který režíroval Nate Dushku. Film měl premiéru 11. srpna 2023 na filmovém festivalu Out South Queer.

## Děj
Kristian Brooks je pozorovatel ptactva, který přijíždí na víkend do odlehlého kempu pro gay nudisty v New Hampshire. Postupně zavraždí všechny muže, se kterými má sex, aniž by ho kdokoliv podezříval. Ostatní návštěvníci se domnívají, že pohřešovaní už odjeli.

## Obsazení
| Michael Emery  | Kristian Brooks  |
| David J. Cork  | Mathew Foster    |
| Cody Sloan     | Patrick Pierce   |
| Jes Davis      | Sam Delaney      |
| Uki Pavlovic   | Corban Delany    |
| Ryan Czerwonko | James Holden     |
| Miles Crawford | David Sachs      |
| Delilah DuBois | Delilah D‘Angelo |
| Joe Franjieh   | Kyle Jones       |
| Justin Gerhard | Kyle Masters     |

## Ocenění
- Queer filmový festival v Melbourne: cena poroty pro nejlepší filmový debut (Nate Dushku)